# The Orb
The Orb est un groupe de musique électronique britannique reconnu comme un pionnier du genre ambient house. Fondé en 1988 par Alex Paterson et Jimmy Cauty, de KLF, le duo commence comme DJ ambient et dub à Londres. Les premières prestations de The Orb sont inspirées de compositeurs et de groupes de musique ambient et électronique des années 1970 et 1980, notamment Brian Eno et Kraftwerk. En raison de ses sonorités psychédéliques, The Orb fait l'objet d'un véritable culte auprès des clubbers qui « descendent » de leur « high » d’amphétamines. En dépit de nombreux changements de personnel (Kris Weston, Andy Falconer, Simon Phillips, Nick Burton et Andy Hughes ont tous fait partie du groupe à un moment ou à un autre), The Orb a toujours conservé ces sonorités et des thèmes rappelant la science-fiction. Paterson est le seul membre permanent et il continue à travailler sous le nom « The Orb » avec le producteur allemand d’origine suisse Thomas Fehlmann, et plus tard, avec Martin « Youth » Glover de Killing Joke et Tim Bran de Dreadzone.
Paterson se flatte de la façon dont il manipule des échantillons peu connus sur les albums de The Orb et durant ses concerts, mais l’utilisation non autorisée d’échantillons d’œuvres de certains artistes conduit à des différends, notamment avec Rickie Lee Jones. Durant ses concerts dans les années 1990, The Orb se produit en utilisant des bandes audionumériques optimisées pour le mixage et l’échantillonnage en direct, avant de passer aux ordinateurs portables et aux médias numériques. Malgré ces changements dans sa façon de faire, The Orb maintient la tradition d’offrir des spectacles très colorés et accompagnés d'images psychédéliques qui conduisent les critiques à les comparer à Pink Floyd.
Le succès de The Orb au Royaume-Uni atteint un sommet, autant sur le plan commercial qu’auprès de la critique, au début des années 1990 avec les albums The Orb's Adventures Beyond The Ultraworld et U.F.Orb, qui lui se classe numéro 1 du UK Albums Chart en 1992. C'est d'ailleurs ce succès qui conduit le groupe à la célèbre apparition à la fameuse émission Top of the Pops, où le groupe présente son style original en jouant aux échecs (un passe-temps auquel s’adonne Paterson depuis qu’il est tout jeune), pendant que Blue Room joue en fond sonore.
La critique britannique accueille tièdement les albums de The Orb du milieu des années 1990, qui reçoivent toutefois des éloges de la part de la presse américaine, entre autres du magazine Rolling Stone. Le groupe expérimente ensuite les voix sur ses deux albums suivants, que les critiques décrivent généralement comme fades et sans inspiration, avant d’adopter un style techno minimale dirigé par Thomas Fehlmann chez la maison de disques Kompakt.

## Histoire

### 1988 à 1990: Paterson et Cauty
Paterson commence sa carrière musicale au début des années 1980 comme machiniste itinérant pour le groupe de post-punk Killing Joke, dans lequel son ami d'enfance Martin « Youth » Glover joue de la basse. Après avoir quitté Killing Joke en 1986, Paterson rencontre Jimmy Cauty, futur membre de The KLF, et ensemble, ils commencent à faire du « DJing » et à produire de la musique sous le nom de The Orb.
Paterson et Cauty sortent leur premier single en 1988, Tripping on Sunshine, un véritable « hymne » dans le genre acid house et qui fait partie de la compilation allemande Eternity Project One. L'année suivante, avec la nouvelle maison de disques de Paterson et de Martin Glover, WAU! Mr. Modo Records, qu’ils ont créé pour demeurer indépendants financièrement des grandes maisons de disques, The Orb sort Kiss EP, un maxi de quatre morceaux sur lequel des échantillons sonores provenant de la station de radio new-yorkaise du réseau Kiss FM sont utilisés. Après un week-end à produire ce que Paterson qualifie de « lamentables bruits de batterie », le duo décide d'abandonner la lourdeur des percussions pour se concentrer sur une musique pour les after-hours.
Paterson et Cauty commencent comme DJs en acceptant le contrat de jouer sous le nom de The Orb dans la salle chill-out du Heaven, une discothèque techno à Londres. L'événement The Land of Oz, organisé par Paul Oakenfold, DJ attitré de la boîte, amène The Orb à se faire étiqueter comme un duo ambient. Si les prestations de The Orb les lundis soir n’attirent au début qu’une poignée d’adeptes passionnés, sa présence dans la salle chill-out est de plus en plus populaire au cours des six mois suivants, au point où la petite salle se trouve souvent envahie par une centaine de personnes. Les prestations de The Orb sont devenues populaires surtout auprès des DJ et des clubbers qui cherchent à faire une pause de la musique forte et endiablée de la piste de danse. The Orb construit des mélodies à l’aide d’un système d’enregistrement multipiste connecté à plusieurs platines et une table de mixage, et incorpore dans ses prestations de nombreux extraits de CD, de cassettes et d’effets sonores du BBC Radiophonic Workshop (en), souvent accompagnés d’échantillons de morceaux de musique de danse, comme Sueño Latino, très populaire en 1989. Le groupe utilise une variété de samples tout en évitant les rythmes lourds et la batterie, de sorte que l’ambiance chill-out recherchée ne soit jamais troublée. La plupart du temps, le groupe joue du dub reggae et de la musique chill-out, qu’il appelle « ambient house pour la génération E ».
En 1989, The Orb, avec l'aide de Martin Glover, développe un style de musique incorporant l’ambient et un large éventail d'échantillons et d'enregistrements, que la presse britannique nomme plus tard l'ambient house. Le travail du groupe atteint son point culminant vers la fin de cette année lors de l’enregistrement d’une émission radiophonique de John Peel sur la BBC Radio 1 (les Peel Sessions). Le morceau, alors connu sous le nom Loving You, est en grande partie une improvisation musicale qui se distingue par la richesse de ses effets sonores et de ses échantillons de sons tirés de séries de science-fiction diffusées sur la station, de la nature et de la chanson Lovin’ You de Minnie Riperton. Pour la sortie du single sous l'étiquette Big Life, The Orb choisi d’intituler le morceau A Huge Ever Growing Pulsating Brain That Rules from the Centre of the Ultraworld. Dès sa sortie, l’agent de Minnie Riperton force Big Life à retirer tout sample utilisé dans le morceau sans permission, assurant ainsi que seuls les singles qui sont sortis dans la première semaine contiennent la voix originale de Minnie Riperton. Sur les disques pressés par la suite, The Orb utilise une voix semblable à celle de Minnie Riperton pour imiter l’original. Malgré sa durée de 22 minutes, le single se hisse à la 78e position du UK Singles Chart. Peu de temps après, Dave Stewart demande à The Orb de remixer son titre à succès Lily Was Here, ce que le groupe accepte de faire, de même qu'une série de demandes de remixage de chansons de plusieurs artistes, dont Erasure et System 7.
En 1990, Paterson et Cauty enregistrent beaucoup de musique au Trancentral, le studio de Cauty. Toutefois, lorsque la maison de disques Big Life leur offre un contrat de disque, The Orb se trouve à la croisée des chemins ; Cauty préfèrerait que The Orb mette sa musique sur le marché sous l’étiquette KLF Communications, alors que Paterson tient à ce que le groupe demeure indépendant et que sa musique ne devienne pas une œuvre annexe de The KLF. En raison de ce différend, Paterson et Cauty se séparent en avril 1990, Paterson conservant le nom de The Orb. Cauty retire alors de l’enregistrement en cours les contributions de Paterson et lance l’album Space chez KLF Communications. De ces séances d’enregistrement, The KLF sort également l’album Chill Out, auquel Paterson a contribué, sans qu'on n’y fasse aucune mention. La même année, Cauty lance Chill Out, qui se trouve à être la fusion des meilleures séances d’enregistrement de Paterson et lui-même.
Après cette rupture, Paterson, toujkours sous le nom The Orb, commence à travailler sur le morceau Little Fluffy Clouds avec Martin Glover. On y entend des échantillons d’Electric Counterpoint de Steve Reich et des extraits d’une entrevue avec Rickie Lee Jones, durant laquelle la chanteuse évoque son enfance de façon pittoresque. Si Steve Reich s’est vu flatté que The Orb utilise des extraits de sa musique, il en est autrement pour Jones, qui engage une action en justice. Big Life choisit de régler le litige à l’amiable en versant la somme de 5 000 $ pour l'utilisation de la voix de la chanteuse sur le morceau. Little Fluffy Clouds se hisse en 87e place du UK Singles Chart, et Glover, en raison de ses autres obligations et parce qu’il rejoint Killing Joke, ne reste pas dans The Orb comme membre permanent. Selon une interview dans l’émission The South Bank Show, Steve Reich a demandé 25 % des droits d’auteur sur toutes les recettes générées par les ventes de Little Fluffy Clouds pour l’utilisation d’Electric Counterpoint (sur laquelle joue le guitariste Pat Metheny).

### 1991 à 1994: Paterson et Weston
En 1991, Paterson invite Andy Falconer, un technicien de studio indépendant, et l’énergique Kris « Thrash » Weston, un autre technicien de studio, à se joindre à The Orb. Steve Hillage, guitariste que Paterson a connu lorsqu’il était DJ à Londres, se joint aussi au groupe en tant que collaborateur, et avec le producteur Thomas Fehlmann, The Orb compose et enregistre plusieurs morceaux pour son tout premier album, The Orb's Adventures Beyond The Ultraworld. En tout, six studios et vingt musiciens collaborateurs sont nécessaires à l’enregistrement de cet album, qui dure trois semaines. Conjuguée aux talents de Hillage, l'habileté technique de Falconer et de Weston contribue à faire de l'album un véritable kaléidoscope sonore évoquant la conquête de l’espace, en particulier le lancement d’Apollo 11. The Orb’s Adventures Beyond The Ultraworld se vend bien au Royaume-Uni et reçoit des éloges pour son équilibre entre la musique ambient, la house et l’échantillonnage. On le considère d’ailleurs maintenant comme un album qui a changé la façon dont les musiciens voient l’échantillonnage et comme un album phare pour les genres ambient et dance[réf. nécessaire].
L'achèvement de The Orb's Adventures Beyond The Ultraworld s’accompagne toutefois du départ de Falconer, dont la dernière participation au groupe a lieu lors d'une « Peel Session » de The Orb. Pour promouvoir la sortie d'une version éditée du single destinée au marché américain sous l'étiquette Mercury Records, The Orb entreprend sa première tournée aux États-Unis, qui commence à Phoenix (Arizona), en octobre 1991.
À la fin de 1991 et au début de 1992, Paterson et Weston composent leur single suivant, Blue Room, avec le bassiste Jah Wobble, la claviériste Miquette Giraudy et le guitariste Steve Hillage. Malgré le fait que Blue Room dure 40 minutes, le single fait son entrée dans les charts britanniques au numéro 12 et culmine au numéro 8, ce qui en fait le plus long morceau à avoir figuré dans ces classements. The Orb fait la promotion de Blue Room d'une façon tout à fait avant-gardiste à l'émission Top of the Pops, où Paterson et Weston jouent aux échecs vêtus d’une combinaison spatiale pendant que des images de dauphins défilent en arrière-plan et que tourne une version éditée du single.
En juillet 1992, l'album U.F.Orb, sur lequel figure Blue Room, est mis en vente, ainsi que la version américaine de l'album, qui comprend aussi Assassin, le single suivant du groupe. Le savoir-faire technique et créatif de Weston s'y associe parfaitement avec le style d'ambiance à la Brian Eno dont s'inspire Paterson, en combinant rythmes drum and bass et synthétiseurs veloutés et onduleux. L'album atteint la première 1 des charts britanniques, à la grande surprise des critiques qui voient les amateurs embrasser un style de musique que les journalistes considèrent comme du rock progressif. Malgré le succès de The Orb, Paterson et Weston préfèrent éviter la popularité égocentrique pour que leur musique soit le centre d'attention, et en raison de cet anonymat partiel, et aussi parce que de nombreux membres se sont succédé, The Orb est reconnu comme un collectif musical plutôt que comme un groupe.
Au cours de l'année et demie suivante, Paterson et Weston continuent à produire de nouveaux enregistrements. Mais lorsque Paterson commence à sentir que Big Life cherche à dicter l'orientation de la musique de The Orb, les parutions se raréfient. Après de profonds désaccords avec Big Life, The Orb décide de quitter la maison de disques pour signer un contrat avec Island Records.
L'album Live 93, enregistré en concert et rassemblant les points saillants des prestations de The Orb données en Europe et en Asie, est le premier album du groupe à sortir sous la nouvelle étiquette. The Orb en concert est alors formé de Paterson, de Weston, des producteurs Nick Burton et Simon Phillips ainsi que de l'ingénieur du son Andy Hughes, qui a joint la formation peu avant que Weston décide d'abandonner la tournée.
Pomme Fritz, un maxi chaotique marqué par l'utilisation intensive d'échantillons étranges et son manque d'harmonies traditionnelles, est le premier album de The Orb enregistré en studio sous l'étiquette Island Records. Bien qu'il atteint la sixième place dans les classements britanniques, les critiques sont négatives, les journalistes trouvant l'album disparate. Même Island Records le déteste et ne le comprend pas du tout, aux dires de Paterson.
Peu de temps après la production de Pomme Fritz, Paterson, Weston et Thomas Fehlmann rejoignent Robert Fripp pour former le collectif FFWD en tant que formation parallèle. FFWD sort un unique album éponyme sous l'étiquette Inter-Modo, la maison de disques de Paterson. Selon Fehlmann, FFWD est un long morceau de The Orb devenu un album. En raison de l'absence de but, FFWD manque d'inspiration artistique et se dissout après un seul album.
Dans les jours qui suivent la sortie de FFWD, en août 1994, Weston décide soudainement de quitter The Orb. De son côté, Paterson prétend que ce départ est dû au fait que Winston souhaite avoir davantage de pouvoir dans The Orb, tandis que Weston, lui, affirme dans une entrevue avec le magazine britannique i-D, que son départ est dû au fait que Paterson n'accomplit pas sa juste part du travail. C'est alors que Paterson réaffirme le statut de The Orb en disant : « The Orb est The Orb, et rien ne peut changer cela », puis il continue de travailler avec Hughes et Fehlmann.

### 1995 à 2001: Paterson, Fehlmann et Hughes
Après le départ de Weston, Fehlmann se joint à The Orb en tant que membre studio à temps plein, sans toutefois participer à tous les concerts du groupe. Paterson, Fehlmann et Hughes terminent l'enregistrement de l'album Orbus Terrarum, sur lequel Paterson et Weston avaient déjà commencé à travailler. Orbus Terrarum, sorti en 1995, comprend des sonorités plus terre-à-terre et organisées que les albums précédents, qui versaient plutôt dans des thèmes psychédéliques et inspirés par la science-fiction. Mais l'album souffre, selon Paterson, des critiques sarcastiques de la presse britannique, qui le décrit comme un album quelconque sur lequel la créativité de Paterson est à son plus bas,. Qui plus est, l'album ébranle plusieurs admirateurs du groupe et n'atteint que la 20e place des charts britanniques, contrairement aux critiques américains qui l'accueillent très bien ; l’album est consacré album du mois par le magazine Rolling Stone, qui fait l'éloge de son ton symphonique s'harmonisant avec le son typiquement britannique de The Orb,,.
Après une longue tournée mondiale, The Orb, accompagné de Hillage, entreprend la production de l'album suivant, Orblivion, qui renoue avec les sons planants. Bien qu'il soit enregistré en mai 1996, l'album voit le jour sur le marché un an plus tard parce que la maison Island Records souhaite en faire la promotion comme une suite logique à la sortie de l'album techno-rock de U2, Pop. Orblivion se vend bien en Europe ainsi qu'aux États-Unis, où il se glisse dans le Billboard 200. Le premier single, Toxygene, est celui parmi tous les singles de The Orb qui a atteint la meilleure position dans les classements, soit la quatrième place au Royaume-Uni, le 8 février 1997. Le morceau est remix refusé par Jean-Michel Jarre de son titre Oxygène 8. Malgré les ventes élevées, Orblivion reçoit un accueil plutôt tiède de la part de la presse britannique, mais tout comme ce fut le cas pour Orbus Terrarum, les critiques américains l'accueillent beaucoup mieux, le Rolling Stone vantant la dualité entre le désordre et l'euphonie qu'on y entend,. À cette époque, la pression que les tournées exercent sur Paterson l’amène à songer à quitter The Orb, mais sans avoir raison de lui, puisqu'il continue à faire des concerts et à produire. En 1997, le groupe vend son studio Joe’s Garage aux frères Godfrey de Morcheeba.
Paterson, Fehlmann et les collaborateurs habituels, Andy Hughes, Nick Burton et Simon Phillips, composent et produisent Cydonia en prévoyant sa sortie en 1999. Robert Fripp, John Roome (alias Witchman) et Fil Le Gonidec, qui fait partie des membres de The Orb en concert, collaborent aussi à l'album, tout comme les chanteuses Nina Walsh et Aki Omori, qui prêtent leur voix sur deux morceaux chacune et participent à l'écriture des paroles avec Paterson. Ce dernier a l'impression que pour The Orb, cette nouvelle façon de composer ressemble davantage au travail expérimental réalisé sur Orbus Terrarum qu'à celui sur Orblivion, plus techno-pop. Cependant, Cydonia ne paraît qu'en 2001 en raison du processus de restructuration chez Island Records à la suite de son acquisition par Universal Music Group. À sa sortie, les critiques constatent que Cydonia fusionne la pop, la trance et l'ambient-dub et décrivent l’album comme un assemblage de voix fades et d’atmosphères insipides où tout l’attrait des albums précédents de The Orb est absent,,. Le New Musical Express le décrit d'ailleurs durement comme un album morne entaché par un manque d'ambition chronique et s'adressant à un public d'anciens raveurs nostalgiques. Non seulement l'album reçoit-il de mauvaises critiques, mais The Orb se fait aussi dire par la presse britannique que ses heures de gloire sont choses du passé et que sa musique, désormais obsolète, n'a plus sa place dans le courant dance d'alors. Après la sortie de Cydonia, Hughes quitte le groupe pour des raisons inconnues ; il s'agit d'un départ qui, selon The Guardian, s'inscrit sur la liste des départs acrimonieux de The Orb.

### 2001 à 2004: Paterson, Fehlmann et Phillips
En 2001, Paterson lance l'étiquette « Badorb.com » pour commercialiser les productions annexes des membres de The Orb. Ensuite, pour faire la promotion de Badorb.com et de l'album Cydonia, le groupe entreprend une tournée internationale qui lui donne l'occasion de visiter les États-Unis pour la première fois en quatre ans. Selon le New Musical Express, il s'agit d'une tournée réjouissante, durant laquelle The Orb se libère enfin des présomptions d’influences « pink floydiennes » qui collaient au groupe au milieu des années 1990.
The Orb, maintenant formé de Paterson, Fehlmann, Phillips, et John Roome comme artiste invité, accepte l'invitation à rejoindre Moby, Paul Oakenfold, New Order et d'autres artistes des scènes alternative et électronique dans le cadre du festival Area:One. Même si, lors de cette tournée, The Orb côtoie des artistes majeurs, comme Incubus, Paterson et Fehlmann choisissent de faire paraître discrètement en 2002 une série de maxis sous l’étiquette allemande Kompakt. The Orb reçoit de bonnes critiques pour ses parutions sous cette étiquette. Toutefois, Badorb.com, elle, s'effondre après la parution de la compilation Bless You, et après avoir distribué quatorze albums en autant de mois. Badorb.com distribue les albums d'artistes tels que Guy Pratt, Ayumi Hamasaki et Takayuki Shiraishi ainsi que l'album de trois morceaux Dalet Elphame EP. Paterson fait remarquer, plus tard, que Badorb.com n'était pas une bonne idée parce qu'elle ne distribuait que des disques vinyles sur Internet (exception faite de Dalet Elphame EP) et que peu de gens avaient une platine pour les jouer.
Bien que son style musical ait quelque peu changé depuis les années 1990, The Orb continue d'évoluer avec ses étonnantes sonorités synthétiques sur l'album Bicycles & Tricycles, qui paraît en 2004 et lui vaut des critiques partagées. Le Daily Telegraph le décrit comme un voyage agréable, en même temps qu'exhaustif et exploratoire, tandis que d'autres trouvent qu'il verse plutôt dans le dub nonchalant avec ses tempos relativement lents, qui n'ont rien à voir avec la musique électronique de l'époque. Tout comme Cydonia, Bicycles & Tricycles comprend des voix, notamment celle de la rappeuse MC Soom-T, qui apporte une touche hip-hop à l'album.
The Orb quitte Island Records, sort l'album Bicycles & Tricycles sous les étiquettes Cooking Vinyl et Sanctuary Records, et entreprend une tournée au Royaume-Uni pour en faire la promotion avec Mad Professor, un producteur de musique dub notoire. Mais même si The Orb attire encore les foules, The Guardian fait remarquer que le groupe manque de l'intensité trouvée lors de leurs concerts antérieurs.

### 2004 à 2007: Paterson, Fehlmann et les Transit Kings
Après deux autres maxis sortis sous l'étiquette Kompakt, The Orb (désormais composé seulement de Paterson et Fehlmann) met sur le marché Okie Dokie It's The Orb on Kompakt, qui comprend du nouveau contenu, mais aussi des versions revisitées de leurs précédentes parutions avec Kompakt. À cette période, AllMusic fait remarquer que Fehlmann est devenu le principal créateur de The Orb, freinant un peu les élans fantaisistes de Paterson et donnant un album plus structuré et moins quelconque que Cydonia et Bicycles & Tricycles,. Selon le magazine musical Pitchfork, les boucles sonores envoûtantes et les effets de delay propres à Fehlmann sont à ce point au premier plan sur Okie Dokie It's The Orb on Kompakt qu'il est devenu difficile de dire où se situe exactement Paterson. En somme, les albums de The Orb sortis sous l'étiquette Kompakt permettent au groupe de retrouver sa crédibilité musicale auprès de la presse et démontrent que The Orb peut vieillir avec grâce.
En août 2006, les fondateurs de The Orb, Paterson et Cauty, sortent Living in a Giant Candle Winking at God, leur premier album sous le nom Transit Kings, avec Guy Pratt et son associé Dom Beken, et sur lequel figurent aussi le guitariste Johnny Marr du groupe The Smiths et le comédien Simon Day. L’album était en production depuis 2001, mais en raison des obligations des autres membres, sa sortie est retardée pendant plusieurs années. Selon Beken, l'album est composé avec une intention plus musicale et moins axée sur le sampling que les albums précédents des autres membres du groupe. Living in a Giant Candle Winking at God reçoit des critiques partagées, comme le tabloïd The Sun, qui le compare favorablement à la musique de DJ Shadow et de Röyksopp, ou The Times, qui le surnomme « Orb-lite » et le traite de « résidu de Deep Forest ». Quoi qu'il en soit, peu de temps après la sortie de l'album, Cauty quitte les Transit Kings pour un « congé prolongé », laissant le groupe dans les limbes pour une période indéterminée, et Paterson et Beken se réunissent en 2008 pour former High Frequency Bandwidth, un groupe hip-hop ambient, sous l'étiquette Malicious Damage.

### 2007 jusqu'à présent
L'album suivant de The Orb, The Dream, sort au Japon en 2007 et l'année suivante aux États-Unis et au Royaume-Uni. Enregistré sans Fehlmann, l'album, avec ses voix particulières et ses samples enjoués, réunit plutôt Paterson, Martin Glover, et Tim Bran de Dreadzone. The Dream marque un certain retour au son du début des années 1990 de The Orb et on y entend également une touche de jazz, la chanteuse de musique house Juliet Roberts et le guitariste Steve Hillage.
Après la reparution en juillet 2006 de The Orb's Adventures Beyond The Ultraworld en version triple CD édition spéciale, The Orb lance en 2007 et en 2008 des versions augmentées en doubles CD de ses précédents enregistrements en studio des albums U.F.Orb, Pomme Fritz, Orbus Terrarum, Orblivion et Cydonia, et à l'automne 2008, c'est une double compilation des Peel Sessions de la BBC Radio 1 qui parait sous le nom The Orb: Complete BBC Sessions 1989-2001.
En mai 2009, Malicious Damage (dirigé par les membres de Killing Joke) annonce la sortie prévue pour le 11 septembre 2009 du neuvième album en studio de The Orb, Bagdad Batteries (Volume Orbsessions III). L'album marque la réunion de Paterson et de son collaborateur de longue date, Fehlmann, dont la dernière collaboration remonte à l'album Okie Dokie It's The Orb on Kompakt. L’album est lancé en grande pompe lors d'une soirée durant laquelle les deux musiciens jouent l'album en entier dans le cadre des événements The-Situation Modern du quartier Clapham, à Londres le 10 septembre, et le morceau Chocolate Fingers est téléversé sur Myspace. Même si les deux premiers albums de la série Orbsessions sont composés de nouveaux enregistrements enregistrés au studio de Fehlmann à Berlin, Bagdad Batteries (Volume Orbsessions III), un album de onze morceaux, est classé comme étant le troisième de la série.
En mars 2010, la webradio Dandelion Radio diffuse un morceau de dix-sept minutes et demie de The Orb (Paterson et Fehlmann) durant l'émission d'Andrew Morrison. Ce nouveau morceau, dont le titre est Battersea Bunches, est en fait une version remixée de la trame sonore d'un projet de court métrage de Mike Coles et Alex Patterson du même nom. Le film devait être projeté au London’s Battersea Power Station le 1er juin 2010 dans le cadre d'une soirée d'art et de musique. Plus tard, le 11 novembre 2011, le film et sa trame sonore (accompagnés de nouvelles versions) sont regroupés en un album qui sort en version CD/DVD ; il s’agit de C Batter C. À l'été 2010, Paterson fait équipe avec Martin Glover pour travailler à la compilation rétrospective de morceaux parus sous l'étiquette WAU! Mr. Modo Records. L'album, qui porte le nom Impossible Oddities, paraît en version CD et double vinyle le 25 octobre 2010 sous l'étiquette Year Zero Records.
En octobre 2010, The Orb lance Metallic Spheres chez la maison de disques Columbia Records, sur lequel on ne retrouve nul autre que le guitariste et chanteur de Pink Floyd, David Gilmour, qui paraît vraiment en forme et très décontracté sur cet album très ambient, qui est une sorte de rencontre entre le rock progressif et la musique ambient.
En 2012, The Orb fait équipe avec le musicien dub Lee « Scratch » Perry pour produire un album à saveur reggae titré The Observer In The Star House. L’album est enregistré à Berlin durant plusieurs mois et on y retrouve le single Golden Clouds, qui est inspiré d’une version précédente de Little Fluffy Clouds et sur lequel Perry chante des paroles réécrites qui témoignent de son enfance en Jamaïque sur la légendaire propriété Golden Clouds, située près de chez lui.
En 2013, The Orb s'est produit avec les percussionnistes Kakatsisi, du Ghana, sur la scène West Holts du festival de Glastonbury.
En 2018, le 22 juin, The Orb sortait son 15e album studio, No Sounds Are Out of Bounds.

## Thèmes et influences

### Inspirations
Les membres de The Orb tirent leur inspiration musicale d’un grand nombre d’influences. Par exemple, King Tubby, Alice Cooper, Prince, Kraftwerk et T.Rex figurent tous parmi les goûts musicaux et les influences du début d’Alex Paterson, la figure centrale de The Orb. Paterson cite d’ailleurs Kraftwerk comme l’une de ses plus importantes influences parce qu’à son avis, le groupe a établi la base de toute la musique dance moderne. À Brixton, alors qu’ils sont adolescents, Martin Glover et Paterson sont aussi exposés à beaucoup de musique reggae comme The Mighty Diamonds, The Abyssinians et Bob Marley. Déjà sur le single Perpetual Dawn et le morceau Towers of Dub de l’album U.F.Orb peut-on constater l’influence du reggae sur Paterson et The Orb, qui s’expose à ses premières inspirations de musique ambient en 1979, durant ses jours sur la route avec Killing Joke. En effet, alors qu’il est à Neuss avec Killing Joke, Paterson écoute l’album Music for Films de Brian Eno sur le LSD et regarde les aciéries de la région de la Ruhr s’enflammer au loin. D’après Paterson, c'est comme si cette scène faisait partie de la musique. Cette même nuit, Paterson est aussi inspiré alors qu’il écoute l’album Grosses Wasser de Cluster. Il a l’impression que les énormes bras de métal des aciéries broient les ferrailles en fusion au même rythme que la musique. Il n’avait jamais vu ni entendu quelque chose de semblable avant. En plus de la musique de Cluster et de Kraftwerk, d’autres groupes ou compositeurs, comme Can et Karlheinz Stockhausen, ont inspiré Paterson. Peter Shapiro, dans son livre Modulations: A History of Electronic Music, parle de la musique de Paterson comme une version « maximale » de l’ambiance minimaliste de Brian Eno, quoique, selon Paterson, Eno s’indignait de l’utilisation de sa musique comme inspiration.
The Orb a souvent été qualifié de « Pink Floyd des années 90 », mais d’après Paterson, la musique de The Orb trouve davantage son inspiration dans la musique électronique expérimentale que dans le rock progressif des années 70. Paterson mentionne tout de même quand il était jeune, dans les années 70, l'album Meddle de Pink Floyd l’a beaucoup inspiré. Aussi, les similarités entre la musique de The Orb et le rock progressif psychédélique ont amené les critiques à étiqueter The Orb comme un groupe revivaliste du hippie, étiquette que Paterson rejette fermement en disant que quand il était jeune, il était un punk qui détestait les hippies.
Comme on peut l’entendre sur les morceaux Ghostdancing, Thursday's Keeper et Aftermath, les plus grandes sources d’inspiration de Paterson durant la production des albums Cydonia et Bicycles & Tricycles sont le drum and bass et le trip hop. Plus récemment, les inspirations de The Orb proviennent grandement de producteurs de musique techno, comme Jörg Burger, qui eux s’inspirent des œuvres précédentes de The Orb. Paterson affirme également que la musique parue sous l’étiquette Kompakt fait partie de ses premières influences modernes et que cette musique figure parmi les meilleures compositions de musique ambient moderne.

### Images
Les images ont toujours beaucoup fait partie de l’identité de The Orb, surtout en spectacle, où des images surréelles, comme des visages qui se transforment, des paysages urbains futuristes et d’omniprésentes références extraterrestres, sont projetées sur des écrans sur scène. Depuis longtemps, le groupe s’accompagne d’une symbolique absurde en utilisant des images comme des cochons volants, sur scène, mais aussi dans ses vidéos, qui sont des montages planants d’images surréelles et colorées d’astronautes, de nuages et de dauphins fluorescents. Parce que The Orb utilise des images psychédéliques sur scène, il est souvent comparé à Pink Floyd, qui utilisait aussi des images et des montages en spectacle. Par ailleurs, Paterson affirme que le film Koyaanisqatsi de Godfrey Reggio et Philip Glass est ce qui a principalement influencé le groupe à utiliser des images en spectacle.
Ce genre d’image se retrouve aussi sur les pochettes des albums de The Orb. C’est le studio de design graphique The Designers Republic qui a créé les pochettes des premiers albums du groupe, dont The Orb’s Adventures Beyond The Ultraworld et U.F.Orb, ainsi que les pochettes des singles extraits de ces deux albums. Avec la pochette de son album suivant, Live 93, The Orb se moque des comparaisons avec Pink Floyd. En effet, on y voit un mouton en peluche flottant au-dessus de la Battersea Power Station, la même centrale électrique que sur la pochette de l’album Animals. Les illustrations sur les pochettes des albums parus chez Badorb.com sont semblables au style des illustrations bizarres des albums du milieu des années 1990, qui deviennent en quelque sorte des pièces de collection parce qu’il n’y a pas d’écriture dessus. Paterson a lui-même participé à la création de pochettes d’albums, notamment la pochette de l’album Okie Dokie It's The Orb on Kompakt.

### Espace et science-fiction
L’espace, la science-fiction, les visites d’extraterrestres, les vols spatiaux et les procédés liés au lavage de cerveau font partie des thèmes les plus marquants de The Orb. Les morceaux inspirés de ces thèmes ont impliqué l’utilisation d’échantillons provenant, par exemple, de communications de la NASA et d’extraits de comédies cinématographiques comme Woody et les Robots de Woody Allen. Les échantillons de sons bizarres et le titre en tant que tel de l’album U.F.Orb témoignent particulièrement de cette fascination du groupe pour la vie extraterrestre. D’ailleurs, le titre du single le plus populaire de l’album, Blue Room, est une référence à une supposée salle nommée Blue Room de la base aérienne Wright-Patterson, qui a fait l’objet de plusieurs enquêtes pour des soupçons de détention de preuves de l’existence de vie extraterrestre. Le titre de l’album Cydonia, paru en 2001, fait lui aussi référence au thème de l’espace et a été nommé en l’honneur d’une région de la planète Mars, Cydonia Mensae, qui comprend le fameux visage martien. En raison de l’intérêt marqué de Paterson pour la science-fiction et les phénomènes astronomiques, le quotidien The Guardian a déjà dit de lui qu’il était le « premier porte-parole des extraterrestres de la musique pop ».

## Collaborations
The Orb a collaboré avec des artistes comme The KLF, Space, Primal Scream, Sun Electric, System 7, FFWD, Transit Kings et David Gilmour.

## Discographie

### Singles
- Trippin' on Sunshine (1988)
- Kiss EP (1989)
- A Huge Ever Growing Pulsating Brain That Rules from the Centre of the Ultraworld (1990)
- Little Fluffy Clouds (1990), no  10 en 1993 au Royaume-Uni
- Perpetual Dawn (1991), no  61 au Royaume-Uni, a atteint le no  19 en 1994
- Blue Room (1992), no  8 au Royaume-Uni
- Assassin (1992), no  12 au Royaume-Uni
- Oxbow Lakes (1995), no  38 au Royaume-Uni
- Toxygene (1997), no  4 au Royaume-Uni
- Asylum (1997), no  20 au Royaume-Uni
- Once More (2001), no  38 au Royaume-Uni
- Kompassion (2003) maxi
- Komplott (2004) maxi
- Battersea Shields (2004) CD 3 titres

### Albums
- The Orb's Adventures Beyond the Ultraworld (1991), no  29 au Royaume-Uni
- Aubrey Mixes: The Ultraworld Excursions (1991)
- U.F.Orb (1992), no  1 au Royaume-Uni
- Live '93 (1993), no  23 au Royaume-Uni
- Pomme Fritz (1994), no  6 au Royaume-Uni
- Orbus Terrarum (1995), no  20 au Royaume-Uni
- Auntie Aubrey's Excursions Beyond the Call of Duty (1996)
- Orblivion (1997), no  19 au Royaume-Uni
- U.F.Off: The Best of the Orb (1998), no  38 au Royaume-Uni
- Cydonia (2001)
- Auntie Aubrey's Excursions Beyond the Call of Duty Pt 2 (2002)
- Bicycles and Tricycles (2004)
- Okie Dokie It's the Orb on Kompakt (2005)
- OrbSessions (collection de raretés) (2005)
- The Future Academy Of Noise, Rhythm And Gardening Presents The Dream (2008)
- The BBC Sessions 1979-2001 (2008)
- Metallic Spheres (2010) (Featuring David Gilmour)
- C Batter C (2011)
- The Orbserver in the Star House (Featuring Lee Scratch Perry) (2012)
- Moonbuilding 2703 AD (2015)
- COW / Chill Out, World! (2016)
- No Sounds Are Out Of Bounds (2018)
- Abolition of the Royal Familia (2020)[57]
- Prism (2023)
- Metallic Spheres in Colour (2023) (The Orb & David Gilmour)
- Orboretum: The Orb Collection (2024) (Compilation)